# جيسي سميث هينلي
جيسي سميث هينلي (بالإنجليزية: Jesse Smith Henley)‏ هو قاضي ومحامي أمريكي، ولد في 18 مايو 1917 في St. Joe, Arkansas ‏ في الولايات المتحدة، وتوفي في 18 أكتوبر 1997 في هاريسون في الولايات المتحدة.